# Sem (caricaturista)
Georges Goursat (Périgueux, 23 de novembro de 1863 – Paris, 26 de novembro de 1934), mais conhecido como Sem, foi um caricaturista francês famoso durante o período da Belle Époque.

## Biografia

### Juventude (1863–1900)
Georges Goursat nasceu e foi criado em uma família de classe média alta de Périgueux. A riqueza herdada de seu pai aos 21 anos permitiu-lhe sustentar uma juventude dourada.
Em 1888, ele publicou seus três primeiros álbuns de caricaturas em Périgueux, assinando alguns como "SEM", supostamente como uma homenagem a Amédée de Noé, que assinava suas caricaturas para Le Monde illustré como "Cham".
Ele se estabeleceu em Bordeaux de 1890 a 1898. Durante este período, ele publicou mais álbuns e suas primeiras caricaturas de imprensa em La Petite Gironde e descobriu o trabalho de Leonetto Cappiello. Seu estilo amadureceu, tornando-se mais simples e mais preciso.
No mesmo período, fez viagens a Paris. Em 1891, desenhou dois cartazes impressos no estúdio de Jules Chéret para o cantor Paulus. Publicou as suas primeiras caricaturas de artistas em L'Illustration (Albert Brasseur) e Le Rire (Paulus, Polin e Yvette Guilbert.
Goursat viveu em Marselha de 1898 a 1900, onde conheceu Jean Lorrain que o convenceu a viver em Paris.

### Belle Époque(1900–1914)
Goursat chegou a Paris em março de 1900, na época da abertura da Exposição Universal.
Ele escolheu as corridas de cavalos como uma forma de entrar na alta sociedade. Em junho de 1900, ele publicou seu novo álbum Le Turf com caricaturas de muitas socialites parisienses proeminentes, incluindo o Marquês Boni de Castellane, o Príncipe Trubetskoy, o Conde Clermont-Tonnerre, o Barão de Rothschild e Polaire. The album's success made him famous overnight. O sucesso do álbum o tornou famoso da noite para o dia. Em outubro de 1900, ele publicou o álbum Paris-Trouville com igual sucesso. Goursat publicou outros nove álbuns antes de 1913.
Em 1904, Goursat recebeu a Legião de Honra. Em 1909, expôs com o pintor Auguste Roubille, primeiro em Paris e depois em Monte Carlo e Londres. A exposição incluía um diorama composto por centenas de estatuetas de madeira "de todas as celebridades meramente parisienses".

### Primeira Guerra Mundial (1914–1918)
Goursat não foi convocado para a Primeira Guerra Mundial, pois tinha mais de 50 anos no início da guerra. No entanto, ele se envolveu como correspondente de guerra para o Le Journal. Alguns de seus artigos um tanto "chauvinistas" tiveram um "enorme impacto". Dez artigos foram publicados em 1917 em Un pékin sur le front. Dois outros artigos foram incorporados ao livro de 1923 La Ronde de Nuit. Em 1916 e 1918, Goursat publicou dois álbuns de Croquis de Guerre (Esboços de Guerra) com um estilo completamente diferente de seu trabalho anterior. Ele também desenhou pôsteres de títulos de guerra.

### Loucos Anos Vinte (1920–1934)
Após a guerra, Goursat retornou ao tipo de caricaturas que o tornaram famoso. Em 1919, ele publicou Le Grand Monde à l'envers (Alta Sociedade de Cabeça para Baixo). Por volta de 1923, ele publicou três álbuns sob o título geral de Le Nouveau Monde (O Novo Mundo). Em 1923, ele se tornou um oficial da Legião de Honra.
Em 1929, ele foi severamente empobrecido pela crise econômica. Após um ataque cardíaco em 1933,  ele morreu em 1934.

## Vida pessoal
Goursat era homossexual e teria tido um caso homoafetivo com o aeronauta brasileiro Santos Dumont em 1901.

## Personalidades caricaturadas por Goursat
| Nome                             | Ocupação        | Caricatura |
| -------------------------------- | --------------- | ---------- |
| Vladimir Alexandrovich da Rússia | Aristocrata     |            |
| Gabriele d'Annunzio              | Escritor        |            |
| Astruc, Gabriel                  | Empresário      |            |
| Louise Balthy                    | Atriz           |            |
| James Gordon Bennett, Jr.        | Editor          |            |
| Edmond Blanc                     | Político        |            |
| Louis Blériot                    | Aviador         |            |
| Giovanni Boldini                 | Pintor          |            |
| Afonso XIII de Espanha           | Monarca         |            |
| Albert Brasseur                  | Ator            |            |
| Eugène Brieux                    | Escritor        |            |
| Boy Capel                        | Jogador de polo |            |
| Leonetto Cappiello               | Ilustrador      |            |
| Alfred Capus                     | Escritor        |            |
| Boni de Castellane               | Aristocrata     |            |
| Coco Chanel                      | Estilista       |            |
| Colette                          | Escritora       |            |
| Francis de Croisset              | Dramaturgo      |            |
| Marguerite Deval                 | Cantora         |            |
| Maurice Donnay                   | Dramaturgo      |            |
| Paul Doumer                      | Presidente      |            |
| Maurice Ephrussi                 | Financista      |            |
| Georges Feydeau                  | Escritor        |            |
| Jean-Louis Forain                | Pintor          |            |
| Henri Fursy                      | Cantor          |            |
| Henry Gauthier-Villars           | Escritor        |            |
| Lucien Guitry                    | Ator            |            |
| Sacha Guitry                     | Ator            |            |
| Charles-Alexandre Guyon          | Ator            |            |
| Reynaldo Hahn                    | Compositor      |            |
| Adrien Hébrard                   | Jornalista      |            |
| Paul César Helleu                | Pintor          |            |
| Paul Hervieu                     | Dramaturgo      |            |
| Charles Humbert                  | Senador         |            |
| Charles de Lambert               | Aviador         |            |
| Pierre Lafitte                   | Editor          |            |
| Hubert Latham                    | Aviador         |            |
| Ève Lavallière                   | Atriz           |            |
| Henri Letellier                  | Editor          |            |
| Jean Lorrain                     | Escritor        |            |
| Jules Massenet                   | Compositor      |            |
| Catulle Mendès                   | Escritor        |            |
| Cléo de Mérode                   | Dançarina       |            |
| Robert de Montesquiou            | Poeta           |            |
| Paul Morand                      | Escritor        |            |
| Anna de Noailles                 | Escritora       |            |
| Emmanuel de Noailles             | Diplomata       |            |
| Ahmad Qajar                      | Monarca         |            |
| Madame Paquin                    | Estilista       |            |
| John Pierpont Morgan             | Financista      |            |
| Caran d'Ache                     | Cartunista      |            |
| Polaire                          | Atriz           |            |
| Georges de Porto-Riche           | Escritor        |            |
| Liane de Pougy                   | Dançarina       |            |
| Giacomo Puccini                  | Compositor      |            |
| Edmond Rostand                   | Dramaturgo      |            |
| Maurice Rostand                  | Escritor        |            |
| Henri Rougier                    | Aviador         |            |
| Santos-Dumont                    | Aviador         |            |
| Victorien Sardou                 | Dramaturgo      |            |
| Madeleine Vionnet                | Estilista       |            |
| Evander Berry Wall               | Socialite       |            |